# نات براون
نات براون (انگلیسی: Nat Brown؛ زادهٔ ۱۵ ژوئن ۱۹۸۱) بازیکن فوتبال اهل بریتانیا است.
از باشگاه‌هایی که در آن بازی کرده‌است می‌توان به باشگاه فوتبال مکلسفیلد تاون، باشگاه فوتبال هالیفاکس تاون، باشگاه فوتبال لینکولن سیتی، باشگاه فوتبال هروگیت تاون، باشگاه فوتبال هادرزفیلد تاون، و باشگاه فوتبال ورکسام اشاره کرد.